# Ferengi
 (décembre 2024).
- Si vous ne connaissez pas le sujet, laissez ce bandeau (vous pouvez alors contacter les auteurs).
- Si vous supprimez le contenu mis en cause (vous pouvez préalablement contacter les auteurs),

argumentez précisément cette suppression dans la page de discussion
(un manque de référence n'est pas un argument ; une recherche réelle de référence doit avoir été effectuée, être formellement documentée).
 (décembre 2024).
Les Ferengis sont, dans l'univers de fiction de Star Trek, une espèce extraterrestre originaire de la planète Ferenginar.

## Physiologie

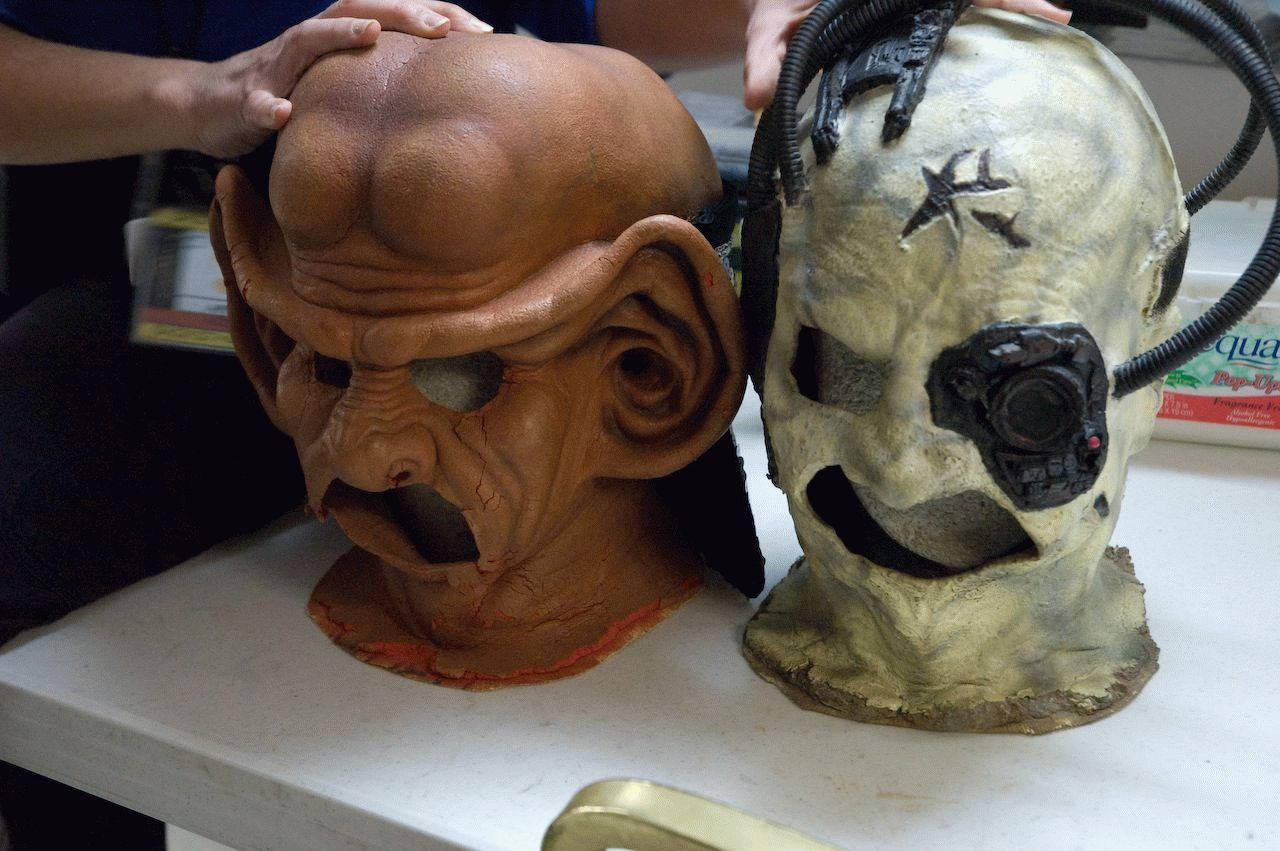
Masque représentant un Ferengi (à gauche)

Les Ferengis sont plus petits que les humains et se tiennent légèrement courbés. Leur peau est orangée et ils possèdent de larges oreilles, qui sont une zone érogène, d'une taille plus réduite chez les femelles cependant, des dents pointues qui attestent de leur origine insectivore, un front double et un cerveau à quatre lobes qui reste imperméable aux pouvoirs télépathiques des Bétazoïdes et des Vulcains.

## Gouvernement
L'Alliance Ferengi est le gouvernement du peuple Ferengi, siégeant dans la Tour du Commerce sur Ferenginar. Elle est dirigée par le Grand Nagus, à la fois chef politique et leader économique des Ferengi. Le seul but de l'Alliance étant le profit, la corruption et le clientélisme sont les bases de fonctionnement de ce gouvernement; même une simple audience devant un officiel du gouvernement nécessite un pot-de-vin. Un ferengi ne peut s'élever dans la hiérarchie qu'en augmentant ses profits et celui de ses supérieurs.
Un élément central de ce gouvernement est l'Autorité du Commerce Ferengi, chargée de faire appliquer la Charte ferengi des opportunités et disposant de commissions plus spécialisées dans certains domaines tels que les jeux de hasard ou la santé; mais la plus importante est sans conteste le Tableau des Liquidateurs, qui est la seule à pouvoir fermer la Bourse du marché ferengi et à destituer le Grand Nagus. Outre ces commissions, on peut aussi trouver la Délégation Commerciale Ferengi, qui est chargée des relations diplomatiques et surtout commerciales de l'Alliance avec les autres puissances. 

### Grand Nagus
L'Alliance Ferengi est dirigée par le Grand Nagus. Il est à la fois le chef politique mais aussi le chef économique de l'Alliance. Concrètement, toutes les décisions affectant les Ferengi doivent être approuvées par le Grand Nagus. 
Ses bureaux sont situés dans la Tour du Commerce sur Ferenginar, d'où il préside l'Alliance et la Chambre des opportunités. Le Grand Nagus est sans cesse sollicité par les Ferengi en conseils avant toutes transactions ou décisions commerciales.
Le Grand Nagus le plus célèbre est Zek.

## Histoire
Le début de l'histoire des Ferengi remonte à environ 10 000 ans.
Après la mise en place de leur société basée sur le profit, ils ont acheté la technique de la distorsion afin d'élargir leurs intérêts commerciaux dans la galaxie.
Le premier contact officiel entre la Fédération et l'Alliance Ferengi a eu lieu en 2364 lorsqu'un vaisseau ferengi et l'USS Enterprise-D se sont retrouvés piégés en orbite d'une planète inexplorée qui était en fait un avant-poste de l'Empire Tkon disparu depuis longtemps (voir Star Trek : La Nouvelle Génération : Le Dernier Avant-poste - The Last Outpost).
En réalité, les Ferengi avaient déjà croisé la Fédération en 2355, lors de la bataille de Maxia. Un vaisseau ferengi avait alors attaqué le Stargazer commandé par Jean-Luc Picard qui avait finalement réussi à le détruire. Cependant, le Stargazer était tellement endommagé que l'équipage avait été contraint d'abandonner le navire (voir Star Trek : La Nouvelle Génération : La Bataille - The Battle). L'équipage de l'USS Enterprise NX-01 du Capitaine Archer a également rencontré des pirates Ferengi dès le XXIIe siècle (voir Star Trek: Enterprise - Règles de l'abordage - Acquisition).

## Culture
Les Ferengi ont une éthique qui se résume à la recherche du profit. C'est d'ailleurs leur fortune qui détermine leur rang social.
Les lois ferengi sont misogynes selon les standards humains : elles interdisent, par exemple, aux femelles de faire du profit ou de porter des vêtements, ce qui les cantonne quasiment à domicile. Il existe cependant une aspiration à l'émancipation dans la population femelle, population que les mâles considèrent essentiellement comme une marchandise.
Les Ferengi suivent une éthique codifiée par un ensemble de 285 règles dites « Règles d'acquisition ferengi ». Chacune est un conseil que chaque bon Ferengi doit suivre pour mener une vie profitable.
Ces règles sont complétées par ce que les Ferengi appellent les cinq étapes de l'Acquisition : infatuation, justification, appropriation, hantise et revente.